# Acacia cedroides
Acacia cedroides é uma espécie de leguminosa do gênero Acacia, pertencente à família Fabaceae.